# 黄乾曜
黄乾曜（?—759年），邕管羁縻西原州（治所在罗和县，今广西大新县西北黑水河西岸）人，黄洞蛮大首领，唐朝民变领袖。

## 生平
唐朝至德元年（756年），黄洞蛮首领黄乾耀和真崇郁趁安史之乱爆發，率部在黄峒反抗唐朝，陆州（今钦州市）、武阳（今罗城县）、朱兰（今东兰县）、黄橙（今扶绥县）等百余峒积极响应，兵力一度达到二十万人，反唐武裝先后攻占桂州等十八州。黄乾曜推举武承斐、韦敬简为帅，称「中越王」，廖殿为桂南王，莫淳为拓南王，相支为南越王，梁奉为镇南王，罗诚为戎成王，莫浔为南海王。乾元二年（759年），唐肃宗派軍隊镇压。雙方经过大小200多战，黄乾耀武裝被唐軍擊潰，其本人被杀。黄乾曜死后，其子黄少卿接任黄洞蛮大首领，后又起兵反唐。